# Anadolu Efes Spor Kulübü 2022-2023
Questa voce raccoglie le informazioni riguardanti l'Anadolu Efes Spor Kulübü nelle competizioni ufficiali della stagione 2022-2023.

## Stagione
La stagione 2022-2023 dell'Anadolu Efes Spor Kulübü è la 45ª nel massimo campionato turco di pallacanestro, la Basketbol Süper Ligi.

## Roster
Aggiornato al 23 gennaio 2023.
| Anadolu Efes 2022-23 | Anadolu Efes 2022-23 |
| Giocatori            | Staff tecnico        |
| -------------------- | -------------------- |

| N. | Naz.                                        | Ruolo | Nome              | Anno | Alt.   | Peso   |  |
| -- | ------------------------------------------- | ----- | ----------------- | ---- | ------ | ------ |  |
| 0  | Stati Uniti (bandiera) · Turchia (bandiera) | P     | Shane Larkin      | 1992 | 182 cm | 79 kg  |  |
| 1  | Francia (bandiera)                          | PG    | Rodrigue Beaubois | 1988 | 190 cm | 84 kg  |  |
| 2  | Stati Uniti (bandiera)                      | AC    | Chris Singleton   | 1989 | 206 cm | 108 kg |  |
| 4  | Turchia (bandiera)                          | P     | Doğuş Balbay (C)  | 1989 | 185 cm | 82 kg  |  |
| 5  | Turchia (bandiera)                          | AG    | Karahan Efeoğlu   | 2004 | 203 cm |        |  |
| 6  | Stati Uniti (bandiera)                      | G     | Elijah Bryant     | 1995 | 196 cm | 95 kg  |  |
| 10 | Turchia (bandiera)                          | P     | Ömercan İlyasoğlu | 2001 | 196 cm | 85 kg  |  |
| 11 | Cipro (bandiera) · Turchia (bandiera)       | PG    | Erten Gazi        | 1997 | 191 cm | 93 kg  |  |
| 12 | Stati Uniti (bandiera)                      | AP    | Will Clyburn      | 1990 | 201 cm | 95 kg  |  |
| 13 | Stati Uniti (bandiera)                      | P     | Isaiah Taylor     | 1994 | 188 cm | 77 kg  |  |
| 14 | Turchia (bandiera)                          | C     | Furkan Haltalı    | 2002 | 210 cm | 95 kg  |  |
| 15 | Turchia (bandiera)                          | C     | Egemen Güven      | 1996 | 213 cm | 100 kg |  |
| 17 | Turchia (bandiera)                          | C     | Mehmet Demirel    | 2005 | 214 cm |        |  |
| 18 | Turchia (bandiera)                          | AP    | Egehan Arna       | 1997 | 203 cm | 95 kg  |  |
| 19 | Turchia (bandiera)                          | G     | Buğrahan Tuncer   | 1993 | 193 cm | 87 kg  |  |
| 21 | Germania (bandiera)                         | C     | Tibor Pleiß       | 1989 | 221 cm | 122 kg |  |
| 22 | Serbia (bandiera)                           | P     | Vasilije Micić    | 1994 | 196 cm | 92 kg  |  |
| 24 | Francia (bandiera)                          | AG    | Amath M'Baye      | 1989 | 206 cm | 102 kg |  |
| 33 | Italia (bandiera)                           | AG    | Achille Polonara  | 1991 | 203 cm | 90 kg  |  |
| 41 | Croazia (bandiera)                          | C     | Ante Žižić        | 1997 | 211 cm | 121 kg |  |
| 42 | Stati Uniti (bandiera) · Armenia (bandiera) | C     | Bryant Dunston    | 1986 | 203 cm | 114 kg |  |

| Allenatore |
| - Ergin Ataman |
| Assistente/i |
| - Tomislav Mijatović - Yakup Sekizkök - Cenk Yıldırım Legenda - (C) Capitano - (IN) Inattivo - Infortunato Roster |

## Mercato

### Sessione estiva
| Acquisti | Acquisti         | Acquisti         | Acquisti      | Acquisti |
| R.a      | Nome             | da               | Modalità      |          |
| -------- | ---------------- | ---------------- | ------------- | -------- |
| AP       | Egehan Arna      | Beşiktaş         | fine prestito |          |
| AP       | Will Clyburn     | CSKA Mosca       | svincolato    |          |
| AG       | Amath M'Baye     | Karşıyaka        | svincolato    |          |
| AG       | Achille Polonara | Fenerbahçe       | svincolato    |          |
| C        | Ante Žižić       | Maccabi Tel Aviv | svincolato    |          |

| Cessioni | Cessioni        | Cessioni        | Cessioni       | Cessioni |
| R.       | Nome            | a               | Modalità       |          |
| -------- | --------------- | --------------- | -------------- | -------- |
| GA       | James Anderson  | Murcia          | fine contratto |          |
| AP       | Krunoslav Simon | Cedevita Junior | fine contratto |          |
| AG       | Adrien Moerman  | Monaco          | fine contratto |          |
| AG       | Yiğitcan Saybir | Bursaspor       | fine contratto |          |
| AC       | Chris Singleton | Free agent      | fine contratto |          |
| C        | Filip Petrušev  | Stella Rossa    | fine contratto |          |

### Dopo l'inizio della stagione
| Acquisti | Acquisti        | Acquisti   | Acquisti         | Acquisti           |
| R.       | Nome            | da         | Data             | Modalità           |
| -------- | --------------- | ---------- | ---------------- | ------------------ |
| P        | Isaiah Taylor   | Free agent | 1 novembre 2022  | svincolato         |
| C        | Furkan Haltalı  | Beşiktaş   | 27 dicembre 2022 | prestito (scambio) |
| AC       | Chris Singleton | Free agent | 5 gennaio 2023   | svincolato         |

| Cessioni | Cessioni          | Cessioni        | Cessioni         | Cessioni    |
| R.       | Nome              | a               | Data             | Modalità    |
| -------- | ----------------- | --------------- | ---------------- | ----------- |
| P        | Ömercan İlyasoğlu | Beşiktaş        | 27 dicembre 2022 | scambio     |
| C        | Egemen Güven      | Beşiktaş        | 27 dicembre 2022 | scambio     |
| P        | Isaiah Taylor     | Žalgiris Kaunas | 2 gennaio 2023   | rescissione |
| AG       | Achille Polonara  | Žalgiris Kaunas | 7 gennaio 2023   | rescissione |